# Ted Whiteaway
Ted Whiteaway, britanski dirkač Formule 1, * 1. november 1928, Feltham, Middlesex, Anglija, Združeno kraljestvo, † 18. oktober, 1995, Anglija, Združeno kraljestvo.
Ted Whiteaway je pokojni britanski dirkač Formule 1. V svoji karieri je nastopil le na Veliki nagradi Monaka v sezoni 1955, ko se mu z dirkalnikom HWM 54 ni uspelo kvalificirati na samo dirko. Umrl je leta 1995.

## Popolni rezultati Formule 1
(legenda) (odebeljene dirke pomenijo najboljši štartni položaj, poševne pa najhitrejši krog, †-uvrščen kljub odstopu)
| Leto | Moštvo        | Šasija | Motor           | 1   | 2       | 3   | 4   | 5   | 6  | 7   | Prv | Toč |
| ---- | ------------- | ------ | --------------- | --- | ------- | --- | --- | --- | -- | --- | --- | --- |
| 1955 | E N Whiteaway | HWM 54 | Alta Straight-4 | ARG | MON DNQ | 500 | BEL | NIZ | VB | ITA | -   | 0   |